# Салона

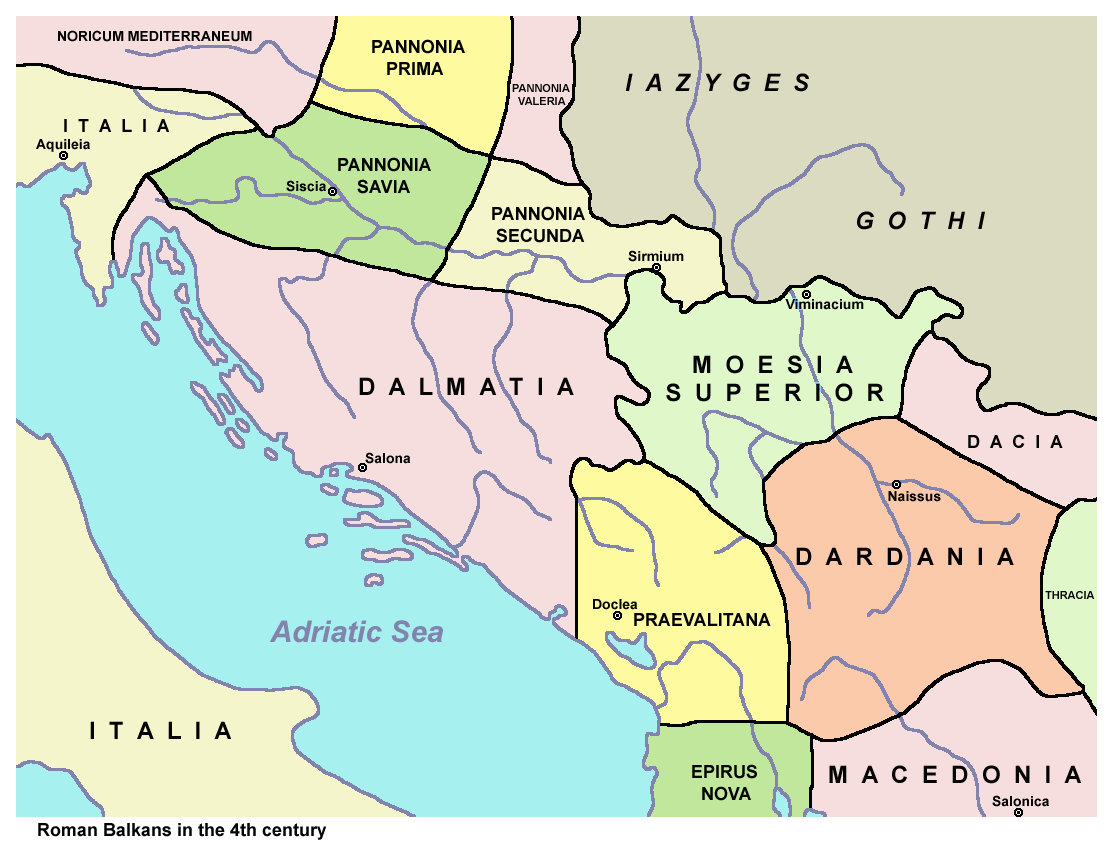
Расположение города в IV веке нашей эры

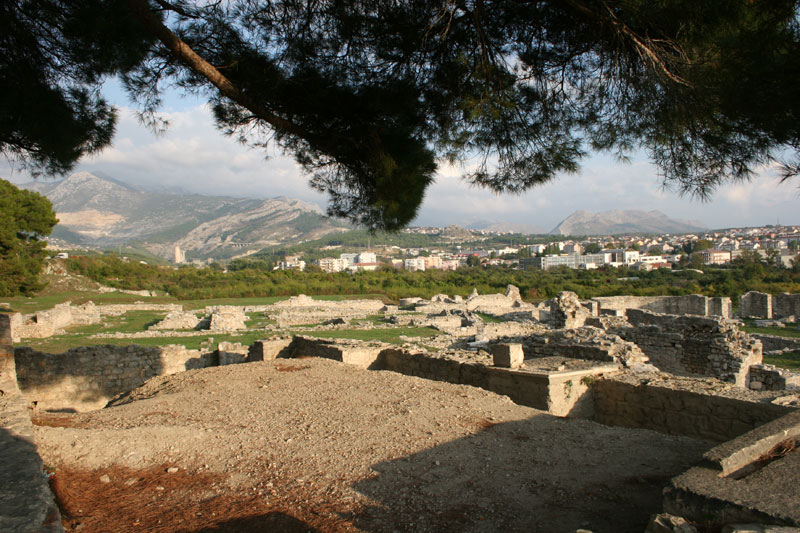
Руины Салоны

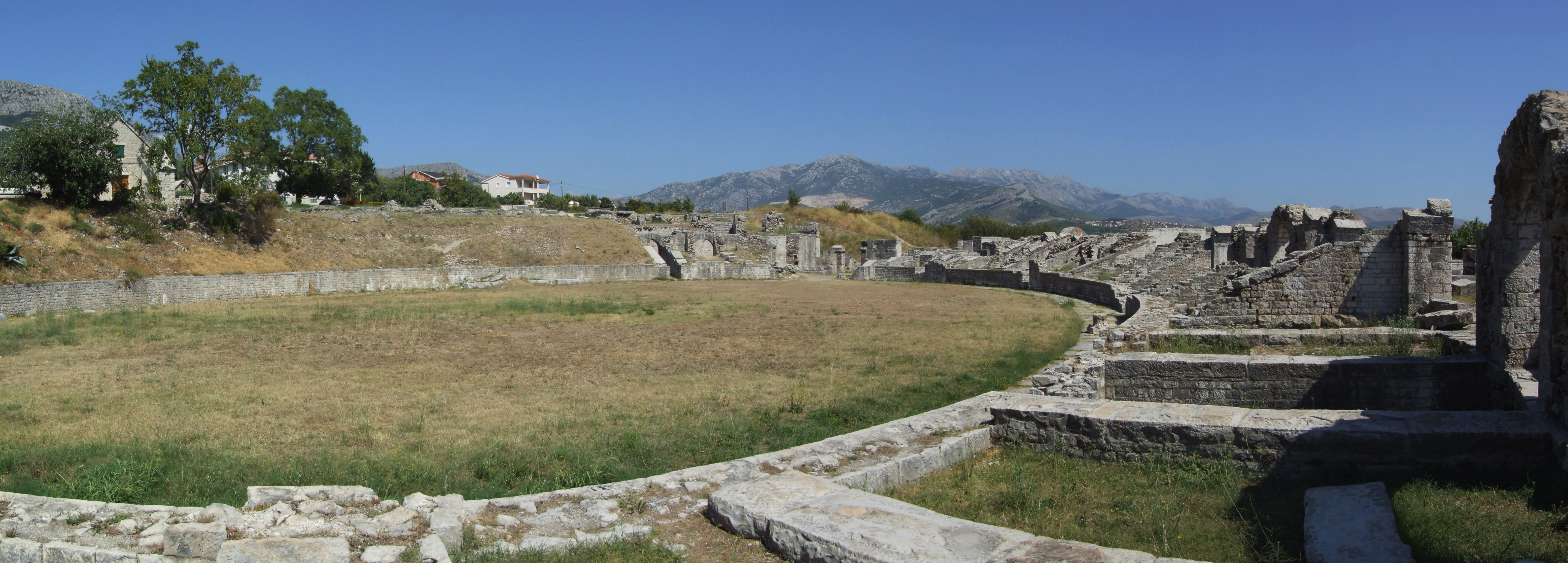
Амфитеатр в Салоне

Салона (лат. Salona, др.-греч. Σάλωνα) — античный портовый город, располагавшийся неподалёку от современного хорватского города Солин.

## История
Город был основан иллирийцами в первом тысячелетии до нашей эры, а в IV веке до н. э. его захватили греки. В Салоне греки разместили эмпорион (торговый рынок).
После разрушения предыдущей далматской столицы, Дельминилия (155 год до н. э.), Салона постепенно превратилась в важную римскую колонию и форпост из-за своего стратегического положения в качестве порта. В 27 году до н. э. получил статус римской колонии (лат. Martia Iulia Salona), объединив сообщества местных далматов, иллирийцев и жителей соседних островов Адриатики. Во времена правления представителей династии Флавиев он был построен в столице провинции Далмации.
После того, как Салона была захвачена римлянами, город стал столицей провинции Далмация. Когда к власти пришёл Диоклетиан, предположительно родившийся в этом городе, он пожаловал Салоне почётный титул императорской фамилии «Валерия» и построил рядом с ней дворец; это здание, известное как дворец Диоклетиана, стало ядром современного города Сплит.
Дворец был разрушен готами, но восстановлен византийцами. В 640 году он был снова разрушен аварами. Салона была сильно разрушена во время нашествия аваров и славян в 614 году. Повторно римляне получили территорию вокруг дворца Диоклетиана в 639 году.